# Мохомби
Мохомби Нзаси Мупондо (роден на 17 октомври 1986), по-известен със сценичния си псевдоним Мохомби, е шведско-конгоански R&B изпълнител, текстописец и танцьор.
В периода 2004 – 2008 г. Мохомби е част от шведската хип-хоп група Avalon.
През август 2010 г. издава своя дебютен солов сингъл – „Bumpy Ride“, който превзема голяма част от европейските хитови класации. Няколко месеца по-късно, през февруари 2011 г. излиза и неговия дебютен студиен албум – „MoveMeant“.

## Биография
През декември 2022 г. Мохомби обяви своята кандидатура за президентските избори в Демократична република Конго през 2023 г. като независим кандидат.

## Дискография

### Студийни албуми
- MoveMeant (2011)

### Сингли
- Bumpy Ride (2010)
- Miss Me featuring Nelly (2010)
- Dirty Situation featuring Akon (2010)
- Coconut Treefeaturing Nicole Scherzinger
- In Your Head (2011)